# Campeonato Paulista de Futebol de 2025 - Série A3
O Campeonato Paulista de Futebol da Série A3 de 2025, ou Paulistão A3 Sicredi 2025 por motivos de patrocínio, foi a 72.ª edição do campeonato equivalente ao terceiro nível do futebol paulista. Os dois mais bem colocados foram promovidos para a Série A2, enquanto os dois últimos foram rebaixados para a Série A4. O campeonato adotou o VAR a partir da segunda fase.

## Formato e participantes
O formato de disputa da edição de 2025 da Série A3 do Campeonato Paulista permaneceu o mesmo dos anos anteriores. Na primeira fase, as dezesseis equipes se enfrentaram em quinze rodadas, com os oito primeiros avançando para as fases eliminatórias e os dois últimos sendo rebaixados para a Série A4. Os confrontos das quartas de final foram determinados conforme a classificação da primeira fase, com o primeiro colocado enfrentando o oitavo, o segundo enfrentando o sétimo, e assim por diante. Os vencedores de cada confronto, definidos pelo placar agregado dos dois jogos, avançaram para a fase seguinte, seguindo até a final após mais uma fase eliminatória. Os dois clubes que chegaram à final também asseguraram o acesso à Série A2 do ano seguinte.
| Equipe            | Cidade                | Títulos               |
| ----------------- | --------------------- | --------------------- |
| Bandeirante       | Birigui               | —                     |
| Catanduva         | Catanduva             | —                     |
| Comercial         | Ribeirão Preto        | —                     |
| Desportivo Brasil | Porto Feliz           | —                     |
| EC São Bernardo   | São Bernardo do Campo | —                     |
| Francana          | Franca                | —                     |
| Itapirense        | Itapira               | —                     |
| Lemense           | Leme                  | 1 (2018)              |
| Marília           | Marília               | —                     |
| Monte Azul        | Monte Azul Paulista   | —                     |
| Rio Branco-SP     | Americana             | 1 (2012)              |
| Rio Preto         | São José do Rio Preto | 2 (1963 e 1999)       |
| Sertãozinho       | Sertãozinho           | 3 (1971, 2004 e 2016) |
| Suzano            | Suzano                | —                     |
| União São João    | Araras                | —                     |
| XV de Jaú         | Jaú                   | —                     |

## Transmissão televisiva
Desde 2022, a FPF possui um contrato de transmissão dos jogos do Paulistão com o YouTube, sendo que todos os jogos das divisões inferiores, com exceção dos jogos da Série A2 transmitidos pela TV Cultura e pelo Canal GOAT, possuem transmissão gratuita pelo canal da Federação na plataforma. Em novembro de 2024, foi anunciada a renovação deste contrato até 2027. No caso da Série A3, a Federação possui o total monopólio da transmissão dos jogos, onde transmite gratuitamente para todo o país em seu canal do YouTube.
| Emissora                 | Jogos da primeira fase + fase final                                           |
| ------------------------ | ----------------------------------------------------------------------------- |
| Paulistão (canal da FPF) | Transmissão livre de todos os jogos em todo o país pelo seu canal do YouTube. |

## Primeira fase
| Pos | Equipe            | Pts | J  | V | E | D | GP | GC | SG  | Classificação ou descenso     |
| --- | ----------------- | --- | -- | - | - | - | -- | -- | --- | ----------------------------- |
| 1   | Monte Azul        | 30  | 15 | 8 | 6 | 1 | 27 | 14 | +13 | Próxima fase                  |
| 2   | Marília           | 28  | 15 | 8 | 4 | 3 | 24 | 17 | +7  | Próxima fase                  |
| 3   | Desportivo Brasil | 25  | 15 | 7 | 4 | 4 | 19 | 16 | +3  | Próxima fase                  |
| 4   | Sertãozinho       | 25  | 15 | 6 | 7 | 2 | 14 | 8  | +6  | Próxima fase                  |
| 5   | Catanduva         | 24  | 15 | 7 | 3 | 5 | 17 | 17 | 0   | Próxima fase                  |
| 6   | Rio Branco-SP     | 23  | 15 | 6 | 5 | 4 | 25 | 15 | +10 | Próxima fase                  |
| 7   | União São João    | 22  | 15 | 6 | 4 | 5 | 18 | 13 | +5  | Próxima fase                  |
| 8   | Itapirense        | 20  | 15 | 6 | 2 | 7 | 14 | 13 | +1  | Próxima fase                  |
| 9   | Rio Preto         | 20  | 15 | 5 | 5 | 5 | 12 | 14 | −2  |                               |
| 10  | Suzano            | 17  | 15 | 5 | 2 | 8 | 15 | 22 | −7  |                               |
| 11  | XV de Jaú         | 17  | 15 | 4 | 5 | 6 | 9  | 12 | −3  |                               |
| 12  | Francana          | 17  | 15 | 3 | 8 | 4 | 17 | 19 | −2  |                               |
| 13  | EC São Bernardo   | 16  | 15 | 3 | 7 | 5 | 11 | 15 | −4  |                               |
| 14  | Bandeirante       | 15  | 15 | 4 | 3 | 8 | 12 | 20 | −8  |                               |
| 15  | Lemense           | 13  | 15 | 3 | 4 | 8 | 12 | 21 | −9  | Rebaixados à Série A4 de 2026 |
| 16  | Comercial         | 11  | 15 | 2 | 5 | 8 | 8  | 18 | −10 | Rebaixados à Série A4 de 2026 |

### Confrontos
| Mandante \ Visitante | BAN | CAT | COM | DBR | ESB | FRA | ITA | LEM | MAR | AMA | RBR | RPR | SER | SUZ  | USJ | XVJ |
| -------------------- | --- | --- | --- | --- | --- | --- | --- | --- | --- | --- | --- | --- | --- | ---- | --- | --- |
| Bandeirante          | —   |     |     | 0–1 |     |     | 0–2 | 1–0 | 2–1 |     | 1–0 |     |     | 3–0  | 0–1 |     |
| Catanduva            | 2–0 | —   |     |     | 1–0 | 2–2 |     | 3–2 |     | 1–1 | 0–0 |     |     | 3–1  |     | 2–1 |
| Comercial            | 2–0 | 2–0 | —   |     | 0–0 | 1–1 | 1–2 |     |     |     |     |     |     | 0–1  | 1–3 | 0–0 |
| Desportivo Brasil    |     | 1–0 | 2–0 | —   |     | 1–1 |     | 2–1 | 1–2 |     |     | 0–1 | 0–2 | 1–0  |     |     |
| EC São Bernardo      | 1–1 |     |     | 1–0 | —   | 1–1 | 1–1 | 2–1 |     | 1–0 |     |     |     |      | 1–1 | 0–1 |
| Francana             | 4–2 |     |     |     |     | —   | 1–2 |     | 0–1 | 1–1 |     |     | 1–1 |      | 2–1 | 0–1 |
| Itapirense           |     | 0–1 |     | 2–3 |     |     | —   | 0–1 |     | 1–2 | 1–0 |     | 0–1 | 2–0  |     |     |
| Lemense              |     |     | 0–0 |     |     | 1–1 |     | —   | 1–1 |     |     | 1–0 |     | 1–1  | 0–1 | 1–0 |
| Marília              |     | 3–1 | 2–0 |     | 3–1 |     | 1–0 |     | —   |     | 3–3 | 1–1 |     |      | 2–1 | 2–1 |
| Monte Azul           | 2–1 |     | 1–0 | 1–1 |     |     |     | 4–2 | 3–1 | —   | 1–1 | 4–0 | 1–1 |      |     |     |
| Rio Branco-SP        |     |     | 4–0 | 2–3 | 3–1 | 1–1 |     | 4–0 |     |     | —   | 1–1 |     | 2–1  |     |     |
| Rio Preto            | 3–0 | 3–0 | 1–0 |     | 0–0 | 0–1 | 0–0 |     |     |     |     | —   | 1–1 |      |     |     |
| Sertãozinho          | 1–1 | 0–1 | 1–1 |     | 0–0 |     |     | 1–0 | 0–0 |     | 1–2 |     | —   |      |     | 1–0 |
| Suzano               |     |     |     |     | 2–1 | 3–0 |     |     | 2–1 | 1–3 |     | 1–0 | 0–2 | —    | 1–1 |     |
| União São João       |     | 1–0 |     | 3–3 |     |     | 0–1 |     |     | 0–1 | 1–0 | 4–0 | 0–1 |      | —   | 0–0 |
| XV de Jaú            | 0–0 |     |     | 0–0 |     |     | 1–0 |     |     | 2–2 | 0–2 | 0–1 |     | 2–11 |     | —   |

Em vermelho, os jogos da próxima rodada.
1 - O jogo foi adiado para 12 de março devido ao falecimento do atleta Gabriel Popó, do XV de Jaú, durante o aquecimento para o jogo.

## Fases finais
Com a conclusão da 15.ª rodada, em 15 de março, foram definidos os classificados para as fases eliminatórias, assim como os confrontos das quartas de final. O Monte Azul, com a melhor campanha, enfrentou e eliminou a Itapirense, que havia garantido a última vaga. O primeiro jogo, realizado no estádio Coronel Francisco Vieira, em Itapira, terminou em empate sem gols. No segundo jogo, no estádio Otacília Patrício Arroyo, em Monte Azul Paulista, o AMA conquistou a classificação ao vencer por 3 a 2, com o gol decisivo sendo marcado aos 53 minutos do segundo tempo. O Marília, que terminou a fase anterior com a segunda melhor campanha, enfrentou o União São João, que ficou em sétimo. O clube de Araras venceu o primeiro jogo por 1 a 0, mas o MAC reverteu a vantagem no segundo confronto, impondo uma vitória de 3 a 0 e garantindo a classificação. O Desportivo Brasil, que terminou em terceiro na fase anterior, foi derrotado pelo Rio Branco, que ficou em sexto. Após um empate sem gols no primeiro jogo, realizado no estádio Décio Vitta, em Americana, o Rio Branco venceu o segundo jogo por 3 a 1 em Porto Feliz, garantindo a classificação para as semifinais. Por fim, o Sertãozinho, que obteve a quarta melhor campanha, enfrentou e venceu o Catanduva, que ficou com a quinta colocação. O Sertãozinho venceu o primeiro jogo por 2 a 0, no estádio Silvio Salles, em Catanduva, e garantiu a classificação ao empatar sem gols no estádio Frederico Dalmaso, em sua casa.
Após a definição dos classificados para as quartas de final, os jogos de ida das semifinais ocorreram em 29 de março. No estádio Décio Vitta, em Americana, o Monte Azul venceu o Rio Branco por 1 a 0. Poucas horas depois, no estádio Frederico Dalmaso, o Sertãozinho derrotou o Marília por 2 a 0. O clube foi o primeiro clube a garantir vaga na final. No dia 4 de abril, perdeu por 1 a 0 no estádio Bento de Abreu, em Marília, mas o resultado não foi suficiente para reverter a vantagem conquistada no primeiro jogo. Além de assegurar a classificação para a final, o Sertãozinho conquistou também o acesso à Série A2 de 2026, retornando ao segundo escalão do futebol paulista após cinco anos de ausência. O Monte Azul seguiu o exemplo e venceu o Rio Branco pela segunda vez, garantindo a outra vaga na final e também o acesso à Série A2.
|  | Quartas de final  | Quartas de final | Quartas de final | Quartas de final |   |               | Semifinais               | Semifinais               | Semifinais               | Semifinais               |  |             | Final           | Final           | Final           | Final           |  |  |
|  | 22 e 26 de março  | 22 e 26 de março | 22 e 26 de março | 22 e 26 de março |   |               | 29 de março a 6 de abril | 29 de março a 6 de abril | 29 de março a 6 de abril | 29 de março a 6 de abril |  |             | 9 e 12 de abril | 9 e 12 de abril | 9 e 12 de abril | 9 e 12 de abril |  |  |
|  |                   |                  |                  |                  |   |               |                          |                          |                          |                          |  |             |                 |                 |                 |                 |  |  |
|  | Catanduva         | 0                | 0                | 0                |   |               |                          |                          |                          |                          |  |             |                 |                 |                 |                 |  |  |
|  | Sertãozinho       | 2                | 0                | 2                |   |               |                          |                          |                          |                          |  |             |                 |                 |                 |                 |  |  |
|  | Sertãozinho       | 2                | 0                | 2                |   | Sertãozinho   | 2                        | 0                        | 2                        |                          |  |             |                 |                 |                 |                 |  |  |
|  |                   |                  |                  |                  |   | Sertãozinho   | 2                        | 0                        | 2                        |                          |  |             |                 |                 |                 |                 |  |  |
|  |                   | Marília          | 0                | 1                | 1 |               |                          |                          |                          |                          |  |             |                 |                 |                 |                 |  |  |
|  | União São João    | Marília          | 0                | 1                | 1 | 1             | 0                        | 1                        |                          |                          |  |             |                 |                 |                 |                 |  |  |
|  | União São João    |                  |                  |                  |   | 1             | 0                        | 1                        |                          |                          |  |             |                 |                 |                 |                 |  |  |
|  | Marília           | 0                | 3                | 3                |   |               |                          |                          |                          |                          |  |             |                 |                 |                 |                 |  |  |
|  | Marília           | 0                | 3                | 3                |   |               |                          |                          |                          |                          |  | Sertãozinho | 3               | 1               | 4               |                 |  |  |
|  |                   |                  |                  |                  |   |               |                          |                          |                          |                          |  | Sertãozinho | 3               | 1               | 4               |                 |  |  |
|  |                   | Monte Azul       | 1                | 1                | 2 |               |                          |                          |                          |                          |  |             |                 |                 |                 |                 |  |  |
|  | Rio Branco-SP     | Monte Azul       | 1                | 1                | 2 | 0             | 3                        | 3                        |                          |                          |  |             |                 |                 |                 |                 |  |  |
|  | Rio Branco-SP     |                  |                  |                  |   | 0             | 3                        | 3                        |                          |                          |  |             |                 |                 |                 |                 |  |  |
|  | Desportivo Brasil | 0                | 1                | 1                |   |               |                          |                          |                          |                          |  |             |                 |                 |                 |                 |  |  |
|  | Desportivo Brasil | 0                | 1                | 1                |   | Rio Branco-SP | 0                        | 1                        | 1                        |                          |  |             |                 |                 |                 |                 |  |  |
|  |                   |                  |                  |                  |   | Rio Branco-SP | 0                        | 1                        | 1                        |                          |  |             |                 |                 |                 |                 |  |  |
|  |                   | Monte Azul       | 1                | 2                | 3 |               |                          |                          |                          |                          |  |             |                 |                 |                 |                 |  |  |
|  | Itapirense        | Monte Azul       | 1                | 2                | 3 | 0             | 2                        | 2                        |                          |                          |  |             |                 |                 |                 |                 |  |  |
|  | Itapirense        |                  |                  |                  |   | 0             | 2                        | 2                        |                          |                          |  |             |                 |                 |                 |                 |  |  |
|  | Monte Azul        | 0                | 3                | 3                |   |               |                          |                          |                          |                          |  |             |                 |                 |                 |                 |  |  |

- As equipes que estão na parte superior do confronto possuem o mando de campo no primeiro jogo e em negrito as equipes classificadas.

### Gerais
- «Tabela do Paulista Série-A3 de 2025». ge. Consultado em 28 de abril de 2025. Arquivado do original em 29 de abril de 2025
- «Regulamento do Campeonato Paulista Série A3 de 2025» (PDF). Federação Paulista de Futebol. Consultado em 28 de abril de 2025. Cópia arquivada (PDF) em 29 de abril de 2025

### Específicas
1. ↑  «Série A3 do Paulista mantém mata-mata na segunda fase em 2025». ge. 11 de novembro de 2024. Consultado em 2 de março de 2025
2. 1 2  João Victor Viana (12 de novembro de 2024). «Campeonato Paulista Série A3 começa dia 18 de janeiro; Rio Branco fará sete jogos em casa». Todo Dia. Consultado em 28 de abril de 2025. Cópia arquivada em 6 de dezembro de 2024
3. 1 2  «O Paulistão A3 Sicredi começará no dia 19 de janeiro e terá todos os jogos transmitidos ao vivo no canal Paulistão, do YouTube». Futebol Interior. 11 de novembro de 2024. Consultado em 28 de abril de 2025. Cópia arquivada em 11 de dezembro de 2024
4. ↑  «Série A3 do Paulista mantém mata-mata na segunda fase em 2025». ge. 11 de novembro de 2024. Consultado em 28 de abril de 2025. Cópia arquivada em 19 de janeiro de 2025
5. ↑  «Bragantino II desiste de disputar Série A3 do Paulista, e dois times sobem de divisão; entenda». ge. 6 de novembro de 2024. Consultado em 3 de março de 2025. Arquivado do original em 6 de novembro de 2024
6. ↑  «FPF e YouTube renovam acordo do Paulistão, Copinha e Feminino até 2027». FPF. 11 de novembro de 2024. Consultado em 2 de março de 2025
7. ↑  «Paulistão A3 Sicredi 2025 terá todos os jogos ao vivo no YouTube Paulistão». FPF. 11 de novembro de 2024. Consultado em 3 de março de 2025
8. ↑  «Jogo do XV de Jaú na Série A3 é suspenso após morte de jogador». ge. 16 de fevereiro de 2025. Consultado em 3 de março de 2025
9. ↑  «Alterações nos Jogos do Paulistão Série A3 2025». FPF
10. ↑  «Série A3: veja confrontos das quartas de final e rebaixado». ge. 15 de março de 2025. Consultado em 28 de abril de 2025. Cópia arquivada em 28 de abril de 2025
11. ↑  «Paulistão Série A3: Confira os confrontos das quartas de final». Futebol Interior. 15 de março de 2025. Consultado em 28 de abril de 2025. Cópia arquivada em 5 de abril de 2025
12. ↑  «Itapirense 0 x 0 Monte Azul - Nada de gols em Itapira!». Futebol Interior. Consultado em 28 de abril de 2025. Cópia arquivada em 7 de abril de 2025
13. ↑  «Itapirense e Monte Azul empatam sem gols na ida das quartas da A3». ge. 22 de março de 2025. Consultado em 28 de abril de 2025. Cópia arquivada em 16 de abril de 2025
14. ↑  «Monte Azul 3 x 2 Itapirense - AMA vence em 2º tempo mágico». Futebol Interior. Consultado em 28 de abril de 2025. Cópia arquivada em 2 de abril de 2025
15. ↑  «Fim do sonho! Itapirense é eliminada após tomar virada». Gazeta Itapirense. 26 de março de 2025. Consultado em 28 de abril de 2025. Cópia arquivada em 28 de abril de 2025
16. ↑  «União São João 1 x 0 Marília - Mandante abre vantagem no 1º jogo das quartas de final». Futebol Interior. Consultado em 28 de abril de 2025. Cópia arquivada em 8 de abril de 2025
17. ↑  «União São João vence Marília e sai na frente nas quartas da Série A3». ge. 22 de março de 2025. Consultado em 28 de abril de 2025. Cópia arquivada em 16 de abril de 2025
18. ↑  «Marília 3 x 0 União São João - MAC atropela no Abreuzão e pega o Sertãozinho na semifinal». Futebol Interior. Consultado em 28 de abril de 2025. Cópia arquivada em 2 de abril de 2025
19. ↑  Alcyr Netto (27 de março de 2025). «MAC vence o União São João e se classifica para as semifinais da Série A3». Marília Notícia. Consultado em 28 de abril de 2025. Cópia arquivada em 29 de março de 2025
20. ↑  «Rio Branco 0 x 0 Desportivo Brasil - Tigre não rende e fica no zero». Futebol Interior. Consultado em 28 de abril de 2025. Cópia arquivada em 9 de abril de 2025
21. ↑  «Desportivo Brasil 1 x 3 Rio Branco - Dragão é eliminado e Tigre avança para a semifinal». Futebol Interior. Consultado em 28 de abril de 2025. Cópia arquivada em 1 de abril de 2025
22. ↑  Vladimir Catarino (26 de março de 2025). «Rio Branco vence o Desportivo Brasil e se classifica às semifinais da A-3». Todo Dia. Consultado em 28 de abril de 2025. Cópia arquivada em 28 de abril de 2025
23. ↑  «Catanduva 0 x 2 Sertãozinho - Touro abre vantagem nas quartas». Futebol Interior. Consultado em 28 de abril de 2025. Cópia arquivada em 9 de abril de 2025
24. ↑  «Sertãozinho vence o Catanduva e garante vantagem nas quartas da Série A3». ge. 22 de março de 2025. Consultado em 28 de abril de 2025. Cópia arquivada em 29 de abril de 2025
25. ↑  «Sertãozinho 0 x 0 Catanduva - Touro segura Santo e vai à semi da Série A3». Futebol Interior. Consultado em 28 de abril de 2025. Cópia arquivada em 29 de março de 2025
26. ↑  «Sertãozinho segura vantagem contra o Catanduva e passa para a semifinal da Série A3». ge. 26 de março de 2025. Consultado em 28 de abril de 2025. Cópia arquivada em 27 de março de 2025
27. ↑  «Rio Branco 0 x 1 Monte Azul - AMA abre vantagem». Futebol Interior. Consultado em 28 de abril de 2025. Cópia arquivada em 2 de abril de 2025
28. ↑  Jurandir Silva (29 de março de 2025). «Rio BRanco perde para o Monte Azul em Americana e se complica na briga pelo acesso à Série A2». TV Agora Limeira. Consultado em 28 de abril de 2025. Cópia arquivada em 29 de abril de 2025
29. ↑  «Sertãozinho 2 x 0 Marília - Vantagem grande para o duelo de volta da semifinal». Futebol Interior. Consultado em 28 de abril de 2025. Cópia arquivada em 13 de abril de 2025
30. ↑  Pedro César Lélis (29 de março de 2025). «Sertãozinho vence Marília por 2 a 0 e está com um pé na A2». Tudo Sobre Paulista. Consultado em 28 de abril de 2025. Cópia arquivada em 29 de abril de 2025
31. ↑  «Marília 1 x 0 Sertãozinho - MAC venceu, mas foi o Touro quem conquistou o acesso». Futebol Interior. Consultado em 28 de abril de 2025. Cópia arquivada em 8 de abril de 2025
32. ↑  Alcyr Netto (4 de abril de 2025). «MAC vence o Sertãozinho, mas é eliminado e segue na Série A3 do Paulista». Marília Notícia. Consultado em 28 de abril de 2025. Cópia arquivada em 10 de abril de 2025
33. ↑  Mariana Queiroz (4 de abril de 2025). «Sertãozinho conquista o acesso para a Série A2 do Campeonato Paulista». A Cidade ON. Consultado em 28 de abril de 2025. Cópia arquivada em 5 de abril de 2025
34. ↑  «Monte Azul 2 x 1 Rio Branco - AMA conquista acesso na Série A3». Futebol Interior. Consultado em 28 de abril de 2025. Cópia arquivada em 9 de abril de 2025
35. ↑  >Lucas Ardito (6 de abril de 2025). «Fora de casa, Rio Branco perde para o Monte Azul por 2 a 1 e dá adeus à Série A3». Liberal. Consultado em 28 de abril de 2025. Cópia arquivada em 29 de abril de 2025
36. ↑  Roberto Miamoto (6 de abril de 2025). «Monte Azul vence o Rio Branco e assegura acesso para a A2 e vaga para a final da A3». Região Hoje. Consultado em 28 de abril de 2025. Cópia arquivada em 29 de abril de 2025